# Рітвелд (Вурден)
Рітвелд (нід. Rietveld) — селище в нідерландській провінції Утрехт. Входить до муніципалітету Вурден.
Його площа становить 5,11 км², а населення станом на 2021 рік складало 275 осіб.
Перша згадка про населений пункт датується 1156 роком.
До 1964 року мало статус окремого муніципалітету.

## Галерея

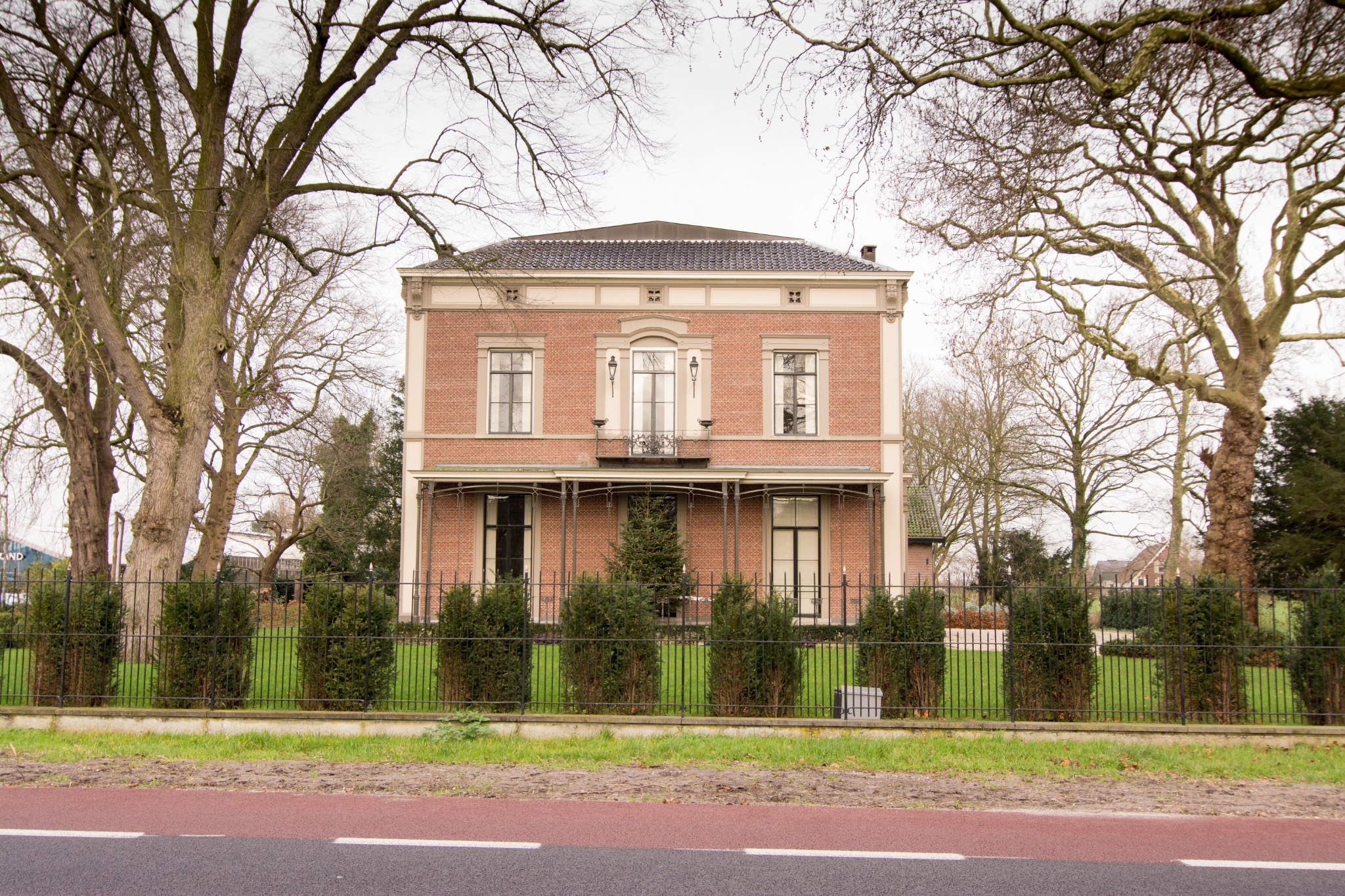
Вілла Kop en Hagen
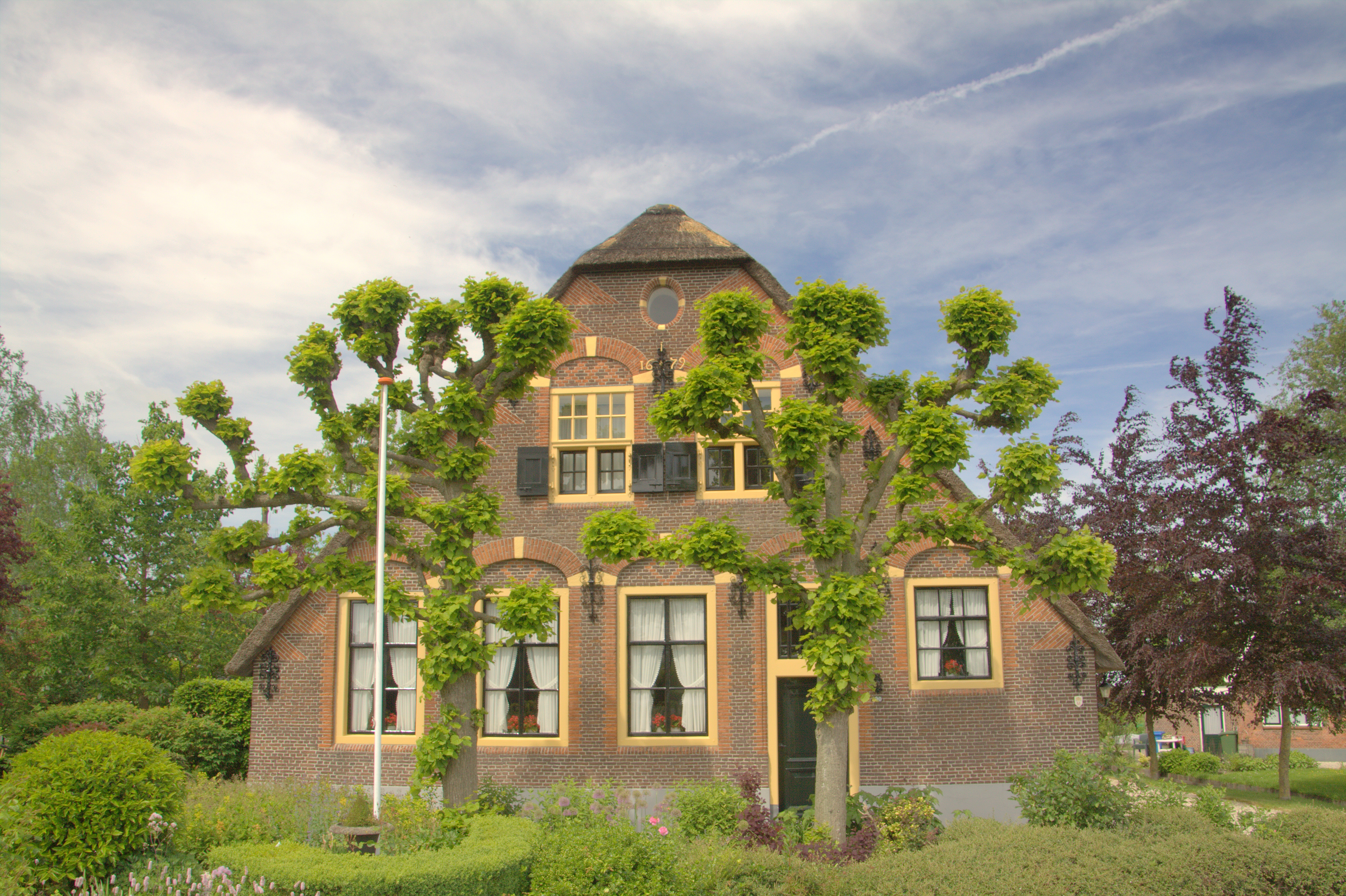
Ферма у Рітвелді
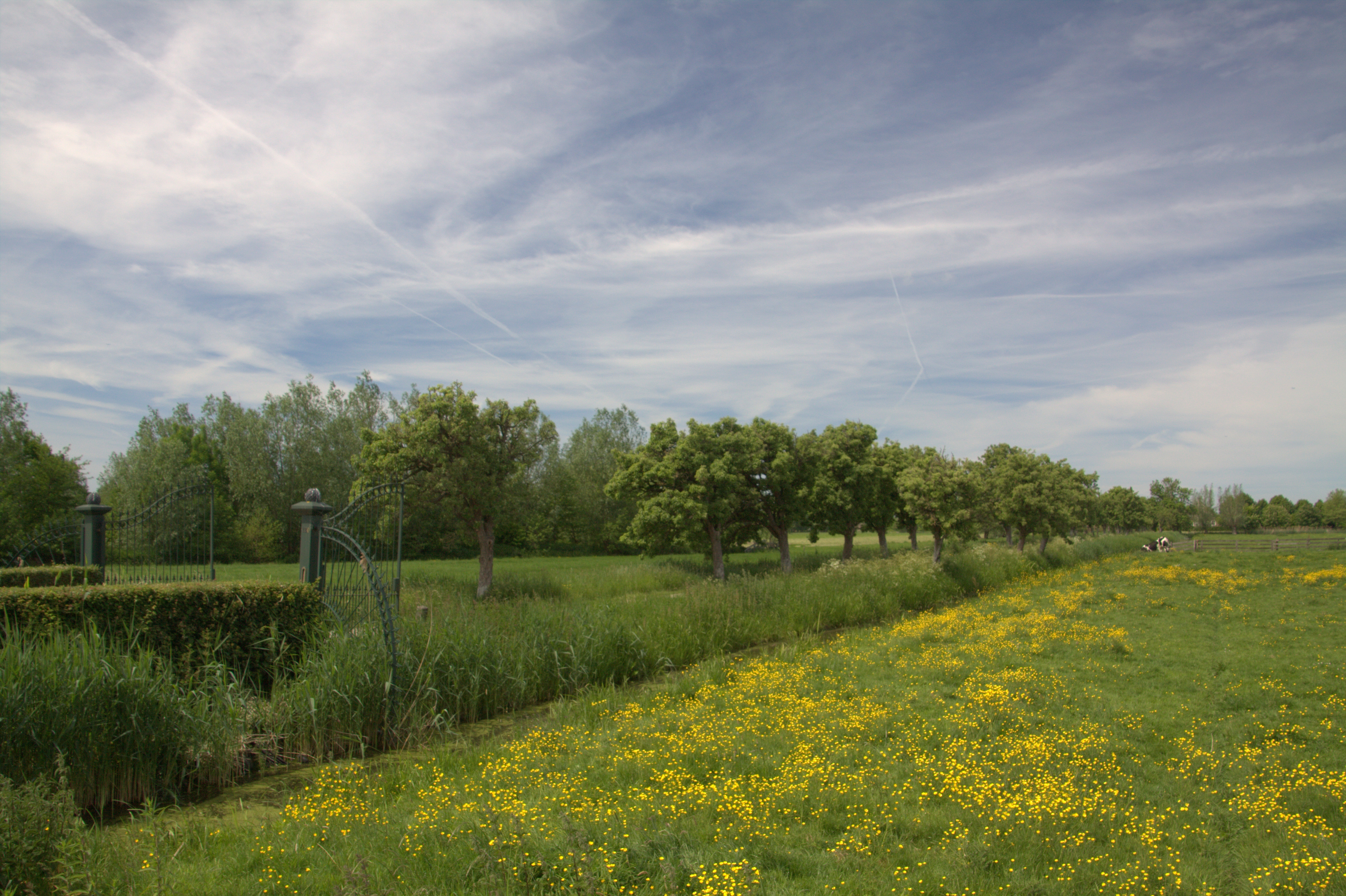
Околиця селища